# Louis-Joseph Pivet
Pour les articles homonymes, voir Pivet.
Louis-Joseph Pivet, né le 10 mars 1855 à Granville et mort le 16 janvier 1924, est un officier de marine français. Vice-amiral, il est chef d'état-major de la Marine au début de la Première Guerre mondiale.

## Biographie
Né à Granville le 10 mars 1855, d'un père cordonnier, ses parents habitent une maison située en face du port et de la mer. Aussi, il décide à 14 ans que la navigation sera son métier et demande à aller au collège de Cherbourg.
Il est reçu à l’École navale en 1872 à l'âge de 17 ans. En octobre 1874, il embarque sur le Borda à Brest comme aspirant de 2e classe. En mars 1875, il sert sur la Renommée, à Ville-Franche et Toulon et en avril 1876, il est sur le Richelieu, en partance pour une campagne en Méditerranée. 
En octobre 1876, il embarque sur le Victoire puis en décembre 1876, il est sur la Magicienne, dans la division navale du Pacifique, pour le Chili, le Pérou, Panama, San-Francisco, puis Tahiti et retour avec nouvelle escale à Valparaíso.
En juillet 1879, il est sur le transport Creuse, bâtiment qui transporte des forçats vers la Nouvelle-Calédonie. En octobre 1880, il prend part à la campagne de Tunisie, sur le cuirassé Colbert avec l'escadre de Méditerranée, qui bombarde Sfax et Gabès. Il y reçoit son baptême du feu.
En juillet 1883, il est 2e aide de camp de l’amiral Conte, commandant la Division navale du Levant. Sur le Vénus, le dernier grand navire construit en bois avec une forme de frégate, puis sur le Couronne et navigue en Grèce, en Turquie et à Beyrouth.

### Détachements
L’amiral le détache auprès d’une commission internationale instituée par le gouvernement ottoman et chargé de déterminer l’île de l’archipel la plus propice à l’établissement d’une station de quarantaine; la réussite de cette mission lui vaut des compliments ministériels. Durant le séjour en Grèce, il est détaché auprès de la famille royale. 
En 1885, il devient officier breveté Canonnier. En 1887, il suit l’école des torpilles, à Toulon. De 1888 à 1889, il sert sur le croiseur D'Estaing, adjudant de division, à la division navale de l’océan Indien et station navale de Madagascar et des Comores (Division de l'Océan Indien).

### Ministère de la Marine
De novembre 1889 à mai 1891, il est officier d'ordonnance du ministre de la Marine. Il reçoit le titre et les insignes d’Officier d’Académie. Il est nommé commandant de l'aviso Élan qu’il rejoint en juin. Le mois suivant, il passe huit jours à Saint-Servan pour faire passer des examens aux élèves pilotes. Il reçoit de nombreuses invitations dont celle du Général Vosseur qu’il a connu « dans le temps à Athènes ». Il y rencontre sa fille qu'il épouse l'année suivante. 
En 1892, il commande l’aviso Elan et l'École de pilotage de la flotte. Il est deux fois félicité pour ses études sur les Iles Anglo-normandes et sur le balisage de nuit en temps de guerre. Il rédige un livre des instructions nautiques des côtes françaises. En septembre 1893, il est affecté au Service hydrographique.

### Guerre gréco-turque
Le 1er janvier 1896 il est promu au grade de capitaine de frégate, et est commandant en second sur le croiseur Sucjet et prend part aux opérations de l'escadre internationale en Crète, lors de la guerre gréco-turque et se distingue en sauvant des populations, d’abord chrétienne à Canée, puis musulmanes à Siata et dans l’arrière pays.
En février 1898, il sert sur le Bouvines puis sur le cuirassé Amiral Duperre et est chef d'état-major du contre-amiral commandant la 2e division de l'escadre du Nord.
En 1899 et 1900, il commande la Manche et réalise deux campagnes en Islande et à Terre-Neuve. Après avoir assisté les navires français en pêche autour de l’Islande, et se dirigeant vers Terre-Neuve, il se trouve en situation périlleuse du fait d’un iceberg non prévisible et d’une grave avarie qu’il provoque. Il ramène cependant son bâtiment à Terre-Neuve et reçoit un témoignage ministériel de satisfaction pour son sang froid et son esprit de décision. En 1900, Il est de nouveau nommé commandant de l’aviso-transport Manche dans la Division navale de Terre Neuve. Il rencontre un ouragan violent qui lui vaut un nouveau témoignage de satisfaction. Il est ensuite en poste à Brest en octobre, chef de la 2e Section de l'état-major de l'arrondissement maritime. Le 14 avril, il prend le commandement du croiseur de 1re classe Tage de la force navale de l’Atlantique.  
Au 1er janvier 1903 (nomination du 27 novembre 1902), il commande le croiseur cuirassé Bruix, pavillon du contre-amiral Joseph Bugard, commandant une division de l'Escadre du Nord. Le 1er juin, il reçoit le commandement de la Jeanne-d'Arc, alors le plus grand et le plus puissant des croiseurs cuirassés français. 
En 1904, il commande le croiseur cuirassé Gloire. En 1905, il commande le cuirassé République dont il suit les travaux d'achèvement et pratique les essais avant de l'emmener en Escadre de Méditerranée. Les plans de ce navire furent signés par Max Bahon. Les plans de base de ce navire émanaient du Service Technique qui venait d’être créé ; ils appliquaient les idées d’Emile Bertin et réalisaient des progrès importants sur les types antérieurs : Un seul calibre de grosse artillerie (4 X 305 en deux tourelles axiales, avant et arrière) ; artillerie moyenne constituée par 18 X 164, dont douze en tourelles et six en casemates. Protection étendue à toute la longueur de la coque et assurée par une muraille haute en acier spécial, complétée par un cofferdam en abord et par deux ponts formant blindage par éclats. La puissance motrice était répartie sur trois lignes d’arbres contre deux seulement sur le « Courbet », ce qui réduisait le danger de chavirement, en cas d’invasion d’eau dans une des chambres. La vitesse était de plus de 19 nœuds. Le Capitaine de Vaisseau Pivet décora de la Croix de la Légion d’Honneur Max Bahon sur le pont de ce bâtiment.
En novembre 1907, il est nommé Major Général du 2e arrondissement maritime de Brest. De 1909 à 1911 Commandant une division de l'escadre de Méditerranée, pavillon sur le Jules-Ferry, puis le Victor-Hugo. Dans le cadre d’une opération internationale, cette escadre participe au sauvetage d’un grand nombre de chrétiens arméniens menacés d’extermination.
Participation active en avril 1909 en Cilicie.
Janvier/septembre 1913. Il est membre du Conseil supérieur de la Marine et du Comité d’amirauté, directeur des services des travaux et président du Conseil technique de la marine.
Avril 1914/décembre 1914 : il est chef d'état-major général de la marine.

### Première Guerre mondiale
2 août 1914, la guerre est imminente. La flotte est concentrée en Méditerranée, et constituée en Armée Navale ; il ne reste en Manche qu’une escadre légère composée de bâtiments anciens, escadre faible par rapport aux forces navales allemandes mais cela est conforme aux conventions avec la Grande-Bretagne qui doit, en cas de conflit, protéger la Manche. 
Fin avril, le Conseil des Ministres, refuse à l’Amiral Pivet l’autorisation de poster cette flotte à l’entrée de la Manche l’estimant trop légère pour éventuellement, pouvoir s’occuper au passage des gros bâtiments allemands. Le 2 août au soir, le Président Raymond Poincaré redoute une attaque de nos ports, mais il continue à refuser l’envoi de cette flotte à l’entrée de la Manche car c’est l’envoyer au sacrifice. L’amiral n’en rédige pas moins à l’adresse du contre-amiral Rouyer, commandant de cette flotte, le télégramme suivant : 

« Appareillez immédiatement et défendez par les armes le passage de la flotte de guerre allemande partout à l’exception des eaux territoriales anglaises. »

Ce télégramme est envoyé après que le Président en ait seulement accusé réception. Son contenu est sur le champ mis à exécution. 
En Méditerranée, en présence du danger présenté par deux navires allemands, le croiseur de bataille Goeben et le croiseur léger Breslau, ce même 2 août, l’Amiral Pivet télégraphie à l’amiral, commandant en chef l’armée navale :

« Goeben et Breslau sont arrivés à Brindisi dans la nuit du 31 au 1er août. Appareillez et si on vous signale hostilités commencées, arrêtez les. Conseil des Ministres a encore décidé transport spécial de troupes se fait par navires isolés, Département guerre en acceptant responsabilité. »

Cet ordre n’a pas été suivi ; dès la déclaration de guerre par l’Allemagne à la France le 3 août, ces deux cuirassés allemands bombardèrent Bône et Philippeville puis se retirèrent vers l’est. Ils purent gagner Constantinople où ils permirent le scellement de l’alliance germano-turque et l'entrée de la Turquie dans la guerre contre la Russie ; le ravitaillement de la Russie par la mer Noire devint impossible ; séparés de ses alliés, la Russie s’écroula en moins d’un an. À la fin de la guerre, le Général allemand Ludendorff put dire « l’entrée en guerre de la Turquie a permis à l’Allemagne de durer deux ans de plus. »

#### Lutte anti-sous-marine
Le 8 novembre 1914, l’amiral Pivet propose à Jean-Victor Augagneur, ministre de la Marine, plusieurs mesures de lutte contre les sous-marins allemands actifs en Manche ; approbation froide et sans suite du Ministre ; le 28 novembre 1914, un deuxième rapport signé Pivet insiste et détaille les mesures à prendre : il propose l'utilisation d'un nombre important de chalutiers afin d'exercer une surveillance continue, le déploiement d'aéronefs pour rechercher les sous-marins, de construire des grenades sous-marines, et d'étendre l'emploi des appareils d'écoute. Réponse peu encourageante d’Augagneur qui les adoptera quelques mois plus tard. Parmi tous ces moyens proposés, seules l'utilisation de l'aéronef et la surveillance continue par les chalutiers s'avéra effective. Mais la constitution d'une telle flotte de surveillance ne peut être effectuée sans entraîner une profonde mutation de la Marine. La nouvelle flotte, composée d'une poussière de patrouilleurs, d'escorteurs et d'aéronefs, s'édifie au détriment de la flotte de ligne, condamnée à l'inaction et vidée de ses meilleurs éléments. 
En 1897, l'ingénieur allemand Rudolf Diesel invente le moteur qui porte son nom, à combustion interne, d'un excellent rendement. Consommant du gazole, carburant qui, à l'inverse de l'essence, ne dégage pas de vapeurs explosives, ce moteur apporte la solution du problème de la propulsion des submersibles, et toutes les marines l'adoptent rapidement. En 1914, on compte, dans le monde, une majorité de submersibles équipés de moteurs Diesel ; de 1914 à 1918, les Allemands en construisent 343, lesquels, en participant aux combats, détruisent 19 millions de tonnes de navires de commerce alliés, au prix de 178 submersibles coulés. Sur l’ambiance au Ministère, il écrivit quelques mois après à sa sœur Pauline : 

« Depuis longtemps, les relations avec le Ministre étaient assez tendues et surtout les rapports de l’Etat Major général avec le Cabinet du Ministre étaient devenus plus aigres que doux. A la veille de quitter Bordeaux pour rentrer à Paris, le Ministre me déclara que nous avions, lui et moi, une façon différente de comprendre le rôle de l’état-major à l’égard du Ministre. C’était exact et plusieurs fois j’avais fait des observations à ce sujet, souffrant mal l’immixtion de la politique dans les affaires militaires et l’opposition constante faite à mes propositions. Il ajouta qu’il y aurait intérêt à nous séparer et m’offrit la Préfecture de Cherbourg, pour que mon départ n’eut pas l’air d’une disgrâce. J’ai accepté naturellement, les deux postes étant équivalents au point de vue hiérarchique, et même celui de Cherbourg pouvant devenir plus actif dans les circonstances actuelles. »

#### Préfet maritime
Le 4 décembre 1914, Pivet est nommé commandant en chef, préfet maritime du 1er arrondissement à Cherbourg.
Précautions à Cherbourg contre aéronefs (1er février 1915) : 

« La possibilité d’incursions d’aéronefs ennemis dans la région de Cherbourg, ayant été signalée, il paraît nécessaire d’envisager, au cas où une semblable éventualité viendrait à se produire, le moyen pratique d’avertir rapidement la population en cas d’approche de semblables appareils. C’est pourquoi il a été décidé qu’aussitôt prévenue de cette approche, l’administration municipale ferait sonner le tocsin par les cloches de la Trinité, du Vœu et de Saint-Clément. A ce signal, les habitants, afin de se mettre à l’abri des projectiles ennemis, auraient à évacuer immédiatement les rues et à rentrer dans l’intérieur des maisons les plus proches, où chacun devrait s’empresser de leur donner asile. Lorsque tout danger serait écarté, un carillon ordinaire sonné par les cloches des mêmes églises, en préviendrait la population. Dès l’appel du tocsin, les pompiers de la ville se rendraient au dépôt des pompes et s’y tiendraient prêts à toute éventualité. Cherbourg, le 1er Février 1915 Le maire, A. Mahieu - Le vice-amiral, gouverneur, Pivet.
13 novembre 1915, Préfet maritime du 2e arrondissement à Brest. »

#### Corps expéditionnaire russe
Lors de son voyage en Russie en décembre 1915, lors de contacts avec le tsar, Paul Doumer souhaite l’envoi de 300 000 hommes en France ; du matériel de guerre français, dont la Russie a besoin, sera envoyé en échange. Nicolas II accepte et, à titre d’essai, le général Alekseïev, chef d'état-major propose d’envoyer des militaires russes en unités constituées, encadrées par des officiers russes et mises à la disposition de l'état-major français. Leur matériel de guerre sera français et elles seront transportées par les bâtiments de la Marine française. Le souhait de Doumer est que 40 000 hommes soient envoyés mensuellement. En janvier 1916, une première brigade spéciale, composée de deux régiments est constituée. Le premier régiment est formé à Moscou, le second à Samara, localité sur la Volga. Les unités sont formées principalement de bataillons de réserve dont les hommes n’ont pas encore subi le baptême du feu. Le premier régiment se compose principalement d’ouvriers d’usines, le deuxième, de gens de la campagne. Cela aura de l’importance lorsque Lénine apparaîtra sur la scène politique des Soviets. Le premier contingent part le 3 février 1916 par chemin de fer. Il traverse la Sibérie et la Mandchourie. Ensuite, il atteint Marseille par mer. Il arrive dans cette ville, après 60 jours de mer, le 26 avril 1916. Ce débarquement à Marseille, Brest et La Rochelle a une grande influence sur l’opinion française : c’est encore une preuve de bonnes relations interalliées. Les trois autres brigades russes sont formées progressivement. La deuxième passe à Salonique tandis que la troisième, formée notamment à Ekaterinbourg, est envoyée en France en août 1916.
Alors préfet maritime du 2e arrondissement à Brest, le vice-amiral Pivet y accueille les Russes
Le 31 juillet 1916, le Journal officiel enregistre son élévation à la dignité de Grand Officier de la Légion d'Honneur avec la mention suivante : « Services exceptionnels rendus comme Chef d’état major Général de la marine et comme préfet maritime ». Le 24 novembre de cette même année, l’amiral Lacaze, alors ministre de la Marine salue son départ dans des termes les plus élogieux.
Il quitte le service actif en mars 1917. Il meurt à Saint-Servan le 16 janvier 1924, au Glorioux. Il est inhumé au petit cimetière marin du Rosais dans le même caveau que le père de son épouse, le général Victor Vosseur(1831-1911), sur la commune de Saint-Malo.

## Décorations
- Grand officier de la Légion d'honneur (1916)
  -  Commandeur de la Légion d'honneur (1912)
  -  Officier de la Légion d'honneur (1898)
  -  Chevalier de la Légion d'honneur (1886)